# Viktor Putyatin
Pour les articles homonymes, voir Poutiatine.
Viktor Putyatin (en russe : Виктор Павлович Путятин, Viktor Pavlovitch Poutiatine), né le 12 septembre 1941 à Kharkiv et mort le 2 novembre 2021 à Kiev, est un escrimeur soviétique, pratiquant le fleuret.
Il remporte le titre individuel lors des Championnats du monde 1967 et le titre par équipes à ceux de 1965, 1966, 1969 et 1970.
Il est médaillé d'argent par équipes aux Jeux olympiques de 1968 et de 1972.